# Фабер, Мориц Морицевич

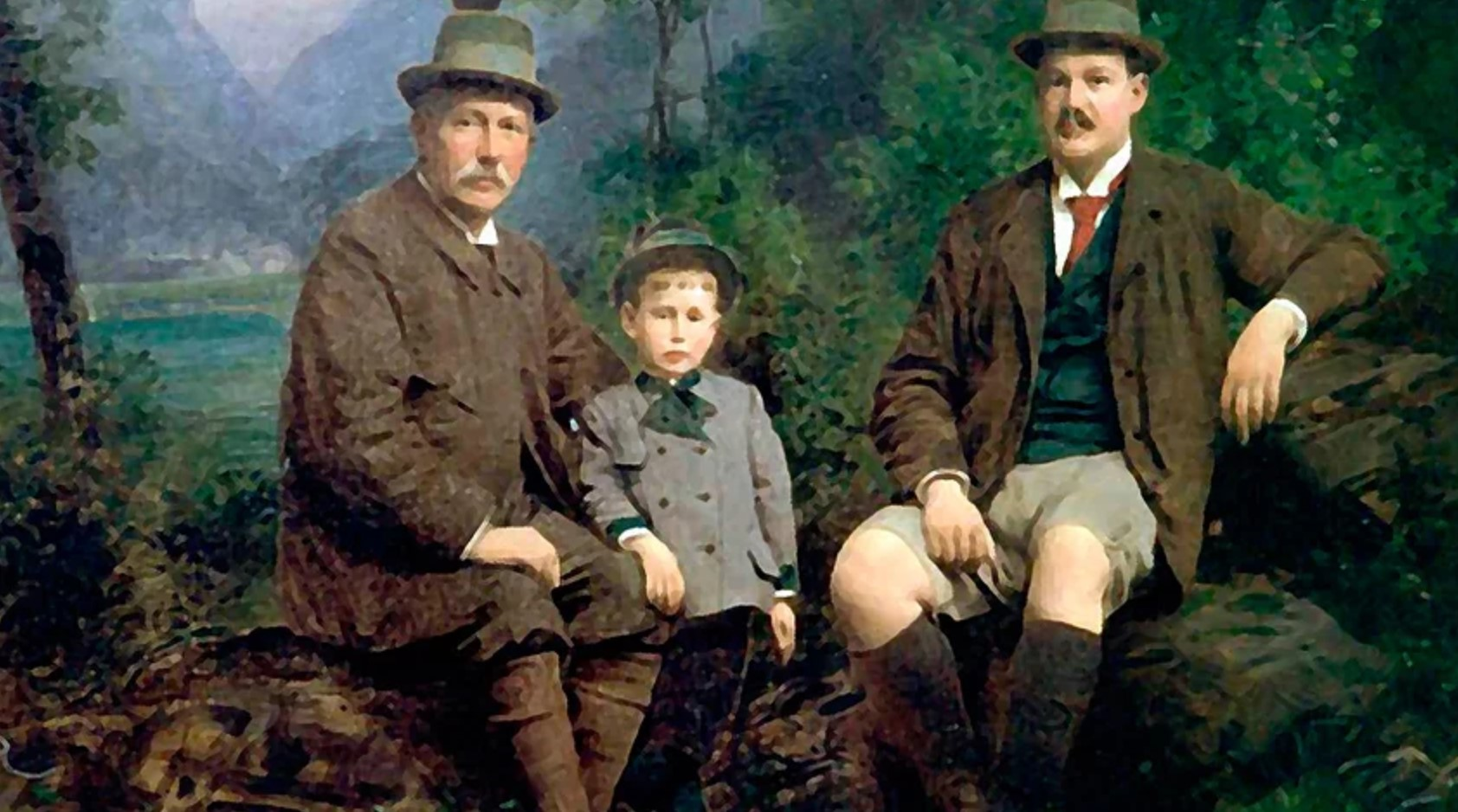
Мориц Фабер с сыном Карлом и внуком Теодором

Мориц Морицевич Фабер (нем. Moritz Faber; 1837—1921) — австрийский промышленник и общественный деятель.

## Биография
Родился 14 марта 1837 года в Вене.
Свою карьеру начал в 1857 году в пивоварне «Löwenthal und Faber» (позже «Liesinger Brauerei») владельцами которой были Мориц Фабер (его отец, 1798—1875) и Теодор Левенталь (1798—1878). Мориц фабер был женат на единственной дочери Левенталя — Мари Левенталь.
В 1872 году пивоварня была преобразована под новым именем «Liesinger Actien-Brauerei» с годовым объёмом производства около 300 000 вёдер пива. После смерти отца и тестя Фабер стал основным акционером и, таким образом, владельцем всей пивоварни. Под его руководством пивоварня превратилась в крупную компанию, продукция которой экспортировалось в Турцию, Сирию и Египет. По состоянию на 1898 год ею было произведено 400 000 гектолитров пива.
В Санкт-Петербурге Мориц Фабер основал пивоварню «Вена», а затем, вместе с промышленником Альфредом фон Ваканон — пивоварни в Самаре (1881) и Баку (1908), правопреемники которых существуют до сих пор.
Некоторое время на посту председателя правления «Liesinger Actien-Brauerei» находился промышленник Винценц Риттер фон Миллер цу Айхгольц, но после его смерти в 1913 году Мориц Фабер снова вернулся к руководству компании и оставался на этом посту до конца своей жизни. Будучи пионером искусственного охлаждения он стал основателем в Вене фабрики искусственного льда Wiener Krystall-Eis-Fabrik.
Мориц Фабер также занимался общественной деятельностью и политикой. Он был попечителем Erst Österreichischen Sparkasse и вице-президентом Österreichische Kreditanstalt. Принимал участи в работе муниципалитета венского района Лизинг с 1870 по 1885 год; с 1905 по 1918 год являлся членом верхней палаты парламента.
Умер 19 февраля 1921 года в городе Бад-Ишль. Был похоронен на семейном участке венского кладбища Grinzinger Friedhof.

### Личная жизнь
Был женат на Мари фон Левенталь. У них были дети: Теодор (1858—1890), Мари (род. 1864) и Карл (род. 1866). В семье Карла родились его внуки: Теодор (1897) и Элизабет (1898).